# Studio für Elektronische Musik (Dresden)
Das Studio für Elektronische Musik in Dresden ist ein Institut der Hochschule für Musik Carl Maria von Weber Dresden und der Technischen Universität Dresden. Das Dresdner Studio ist neben den Einrichtungen in Berlin und Weimar das einzige dieser Art in den Neuen Bundesländern und hat wesentlich zur Entwicklung der Neuen Musik in der DDR beigetragen.

## Geschichte
Das Musikstudio wurde 1984 von Friedbert Wissmann als Studio für elektronische Klangerzeugung an der Hochschule für Musik Carl Maria von Weber Dresden gegründet. Die Studenten wurden anfangs an Keyboards ausgebildet. Es folgte der Einsatz von Commodore 64 und Amiga. Anfang der 1990er Jahre ist hier gemeinsam mit der TU Dresden das computergestützte System Samplitude entwickelt worden. Im Jahr 1993 übernahm Professor Wilfried Jentzsch die Verantwortung für die Einrichtung. Er führte neue Systeme, wie den Apple Macintosh und Pro Tools, ein. Zwischen 2006 und 2008 leitete Michael Flade kommissarisch das Studio. Von September 2008 bis 2019 war Franz Martin Olbrisch dessen Leiter. Olbrisch entwickelte zusammen mit seinem Mitarbeiter Jürgen Lange und den Studenten das Raumsteuerung-Projekt out of control. Im Jahre 2010 luden die Internationalen Darmstädter Ferienkurse das Studio mit diesem Projekt für vierzehn Tage ein. Olbrisch holte viele Gäste ins Dresdner Studio, darunter Gilles Gobeil, Norbert Schnell (IRCAM, Paris), Hans-Joachim Hespos und Daniel Teruggi (Groupe de recherches musicales, Paris).
Aufgabe des Studios ist die Lehre in Elektronischer Musik als Teil des Kompositionsstudiums. Im Masterstudium besteht die Möglichkeit zur Schwerpunktwahl. Inhalt des Faches sind Live-Elektronik, Algorithmische Komposition, Radiophone Projekte und Klanginstallationen. 
Im Studio sind Kompositionen für mehrkanalige Bandstücke, Instrumente mit Zuspielband, Live-Elektronik und multimediale Projekte entstanden, so von Karsten Gundermann, Vito Zuraj, Franz Schillinger, Benjamin Schweitzer, Jorge García del Valle Méndez, Hiromi Ishii, Wilfried Jentzsch, Alexander Keuk, Michael Flade, Johannes Motschmann, Theodor Schubach, Karoline Schulz, Martin Baumgärtel und Jakob Gille.
Mit dem Antritt des neuen Leiters Stefan Prins wurde das Studio für elektronische Musik in Hybrid Music Lab umbenannt, um dem zunehmend multimedialen Arbeiten der Studierenden Rechnung zu tragen.